# Ken Charlery
Ken Charlery (Stepney, 28 novembre 1964) è un allenatore di calcio ed ex calciatore santaluciano, di ruolo attaccante.

## Carriera

### Giocatore

#### Club
Dopo varie stagioni in settima divisione, prima con il Basildon Utd e poi con il Billericay Town, nella stagione 1988-1989 gioca in Alliance Premier League (quinta divisione, e più alto livello calcistico inglese al di fuori della Football League) con il Fisher Athletic; dopo altre 2 stagioni nella medesima categoria con il Maidstone Utd nella seconda parte della stagione 1990-1991 passa ai professionisti del Peterborough Utd, con cui gioca 6 partite in quarta divisione, campionato che la sua squadra conclude in quarta posizione venendo promossa. L'anno seguente, Charlery mette a segno 15 reti in 30 presenze nel campionato di terza divisione, a cui aggiunge una doppietta nella vittoriosa finale play-off, grazie alla quale il club conquista la sua seconda promozione consecutiva. L'anno seguente Charlery dopo 10 presenze e 3 reti in seconda divisione viene ceduto al Watford, con cui totalizza 38 presenze e 10 reti nella medesima categoria. Nella stagione 1993-1994 gioca ancora in seconda divisione: dopo 5 presenze al Watford torna al Peterborough United, con cui segna 9 reti in 26 presenze, retrocedendo in terza divisione, categoria in cui nella stagione 1994-1995 realizza 16 reti in 45 presenze; l'anno seguente gioca in seconda divisione con Birmingham City e Southend Utd, salvo poi tornare per la terza volta al Peterborough United, con cui trascorre una stagione e mezzo in terza divisione.
Nella stagione 1996-1997 gioca poi anche per un breve periodo nello Stockport County, sempre in terza divisione, conquistando la promozione in seconda divisione; negli anni seguenti gioca in quarta divisione, categoria in cui trascorre 3 stagioni e mezzo con il Barnet (124 presenze e 38 reti); scende quindi di categoria andando in quinta divisione al Boston Utd, dove rimane per una stagione vincendo il campionato di Football Conference, con conseguente promozione in quarta divisione. Gioca poi in questa categoria per una stagione con il Dag & Red e per 2 stagioni consecutive con il Farnborough Town, prima di scendere in ottava divisione a Waltham Forest prima ed Harrow Borough (in cui lavora anche come vice) poi.

#### Nazionale
Esordisce in nazionale il 5 marzo 2000 nella partita delle qualificazioni ai Mondiali del 2002 vinta per 1-0 contro il Suriname; gioca poi una seconda (ed ultima) partita in nazionale due settimane più tardi, sempre contro il Suriname e sempre nelle qualificazioni ai Mondiali.

### Allenatore
Dopo la parentesi all'Harrow Borough nella stagione 2005-2006 lavora come vice al Peterborough United; ricopre poi un ruolo analogo nuovamente all'Harrow Borough (dal 2006 al 2011) ed al St Albans City (nella stagione 2011-2012). Dal novembre del 2015 al gennaio del 2017 allena i semiprofessionisti del Ware; successivamente allena i dilettanti del London Colney, dai quali si dimette nel marzo del 2021.

## Palmarès

### Club

#### Competizioni nazionali
- Football Conference: 1

Boston United: 2001-2002